# Evan Williams

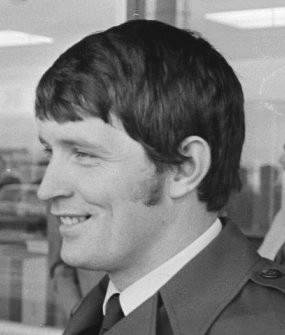

Evan Williams (Dumbarton, 15 juli 1943 – Helensburgh, 20 februari 2025) was een Schotse voetbaldoelman. Hij speelde bijna 148 wedstrijden voor Celtic van 1969 en 1974.
Williams speelde ook bij Third Lanark, Wolverhampton Wanderers, Aston Villa, Clyde en Stranraer.
Ook was Williams manager van Vale of Leven FC.
Williams overleed op 20 februari 2025 op 81-jarige leeftijd.

## Erelijst met Celtic FC
- Scottish First Division (4×) 1969-70, 1970-71, 1971-72, 1972-73
- Scottish Cup (2×) 1971, 1972